# 矢野浩二朗
矢野 浩二朗（やの こうじろう、1973年 - ）は、日本の情報学者・教育工学者。大阪工業大学情報科学部実世界情報学科教授。生物学修士（マンチェスター大学）・情報生命科学博士（リバプール大学）。元ケンブリッジ大学ペンブルックカレッジシニアリサーチフェロー。大学英語教育学会(JACET)関西支部研究企画副委員長。コンピューター利用教育学会(CIEC)会誌編集委員。Unity道場スピーカ。XR Kaigi 2021登壇者。
専門は、情報デザイン（特にVR・VRアバター・メタバース）、情報生命科学・医療情報学、教育工学・eラーニング。特に、教育におけるVR応用の第一人者の一人。

## 経歴
1999年千葉大学医学部医学科卒業後、マンチェスター大学生物学部で修士号、リバプール大学医学部生理学科大学院で博士号取得。博士（情報生命科学）。2004年よりケンブリッジ大学医学部生理学科博士研究員、2006年より同大学ペンブルックカレッジシニアリサーチフェロー。2011年に大阪工業大学へ着任し、情報科学部ネットワークデザイン学科准教授を経て、2024年同学科教授。2025年同学部実世界情報学科教授。
主な所属学会は、情報処理学会、日本バーチャルリアリティ学会、コンピューター利用教育学会、日本教育工学会、大学英語教育学会、日本小児保健協会。主な著書は、アクティブラーニング型授業としての反転授業[実践編]（共著、ナカニシヤ出版2017、学術書）。
主な受賞は、PCカンファレンス2020優秀論文賞「ビデオ会議システムのVR空間への拡張による、ライブ感を高めたオンライン授業配信」、ICAT-EGVE2019 Best Presentation Award（International Conference on Artificial Reality and Telexistence & Eurographics Symposium on Virtual Environments）。

## 主な研究
- 360度動画を用いたバーチャルリアリティ(VR)食育教材の開発[9]
- スマートフォンを用いた(VR)英語学習アプリの制作と教育実践 〜「えいごーぐる」開発[10]
- 医療系eラーニング 〜 VRとAIによる英語医療面接訓練システム[11]
- 医用画像情報処理・MRIに関する定量評価の研究 〜 拡散強調MRI画像を用いた半自動化腫瘍評価・診断マップ表示システム（京都大学医学研究科との共同研究・発明）[12]

情報科学の対外啓蒙活動として、以下プログラムで講師を行なっている。
- 国内最大級のVR/AR/MRカンファレンス「XR Kaigi 2021」に登壇[13]
- 「ひらかた市民大学」2014[14]
- 関西医科大学・枚方産学公連携プラットフォーム共催の「第11回健康沿線トークカフェ」2019 〜 仮想現実VRが拓く未来の教育と医療[15]

また、指導する大阪工業大学情報科学部の学生プロジェクト「スマラボ（Smart Learning Lab）」メンバーと共に、小学生向けにナレッジキャピタル主催「ワークショップフェス」で、「うめきたさんすう・えいご教室～アプリで遊んで学ぼう！」の開催、長尾小学校でのタブレットを用いた算数学習講義を行なっている。